# Arboretum et jardin botanique du comté de Los Angeles

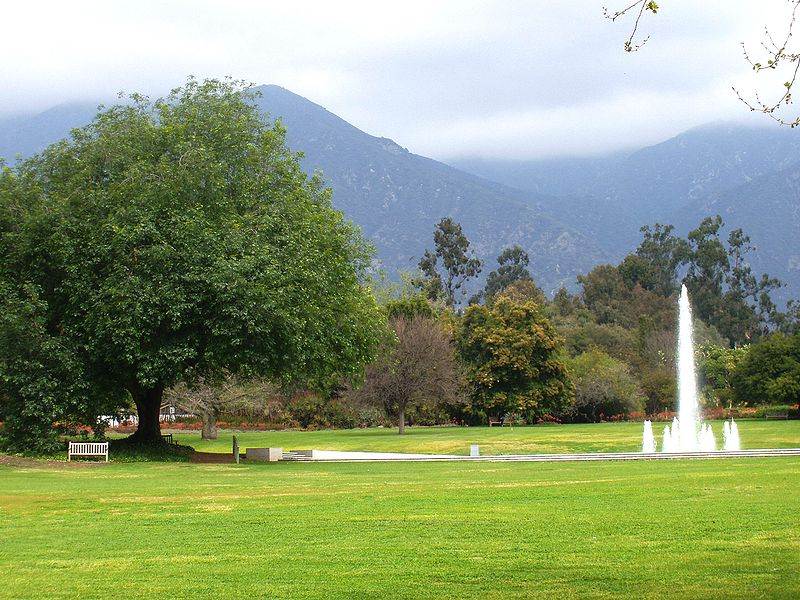
La fontaine de l'arboretum en 2006.

L’Arboretum et jardin botanique du comté de Los Angeles est un parc botanique situé à Los Angeles dans l'état de Californie aux États-Unis, dans les collines proches des montagnes de San Gabriel. 
L'Arboretum est situé en face  de l'hippodrome Santa Anita Park et du centre commercial Westfield Santa Anita.